# Муздибай
Муздиба́й (каз. Мұздыбай) — село у складі Жанасемейського району Абайської області Казахстану. Входить до складу Прирічного сільського округу.
Населення — 250 осіб (2021; 268 у 2009, 210 у 1999, 153 у 1989).
Національний склад станом на 1989 рік:
- казахи — 100 %